# タイシャクカラマツ
タイシャクカラマツ（帝釈唐松、学名：Thalictrum kubotae）は、キンポウゲ科カラマツソウ属の多年草。広島県帝釈峡の石灰岩地に生え、植物体に腺毛が密生し、萼片は花期にも宿存し、小葉柄の基部に小托葉がある。2005年に新種記載された。

## 特徴
植物体全体に腺毛が密生し、少し粘る。根茎は径4mmになり、褐色で膜質の鱗片に被われ、横に伸びる。根は肥厚せず、細いひも状になる。茎は斜上して1-2回分枝し、密に腺毛があり、高さは30-40cmになる。根出葉は花時には枯れて生存しない。茎葉は4-5個互生し、葉身は2-5回3出羽状複葉で、長さ4-16cm、幅4-22cmになり、表面は灰緑色、裏面は淡青緑色になる。小葉は広倒卵形から倒卵形、または狭倒卵形になり、長さ12-33mm、幅9-22ｍm、先端は浅く3裂するか、3歯があり、裏面葉脈が隆起する。小葉の両面に腺毛があり、悪臭がある。葉柄の基部に托葉があり、長さ3-5mmになり、暗褐色で膜質、小葉柄の基部にも小托葉がある。
花期は5-6月。花序は長さ7-17cmの円錐花序になり、花の径は1-1.5cmになり下垂する。花時にも宿存する萼片は4個あり、長さ4-5mmの楕円形で淡紫褐色になる。花弁はない。雄蕊は10-12個あり長さ7-12mm、葯は黄色で長さ2-5mm、花糸は糸状で白色、葯隔は淡紫褐色で突出する。雌蕊は1-2個あり、花柱は1-1.5mm、柱頭は三角形になる。果実は長さ3mmの紡錘形の痩果になり、1-2個つき、斜上し、腺毛があって、両面に4個の脈があり、果柄は無い。痩果の残存花柱は長さ1mmで先は矢じり状になる。染色体数は2n=42。カラマツソウ属のなかで花期が早い種である。

## 分布と生育環境
日本固有種。広島県東部の帝釈峡に分布し、石灰岩地に生育する。

## 名前の由来
和名タイシャクカラマツは、「帝釈唐松」の意、広島県の植物学者、窪田正彦が帝釈峡で採集のものをタイプ標本とし、門田裕一 (2005) が、『植物研究雑誌』に新種として記載した。
種小名（種形容語）kubotae は、タイプ標本採集者の窪田正彦への献名である。

## 種の保全状況評価
準絶滅危惧（NT）（環境省レッドリスト）
2007年の国のレッドリストでは、絶滅危惧IB類(EN)に選定されていた。

都道府県のレッドデータ、レッドリストの選定状況は、広島県が絶滅危惧Ⅱ類 (VU)となっている。

## ギャラリー

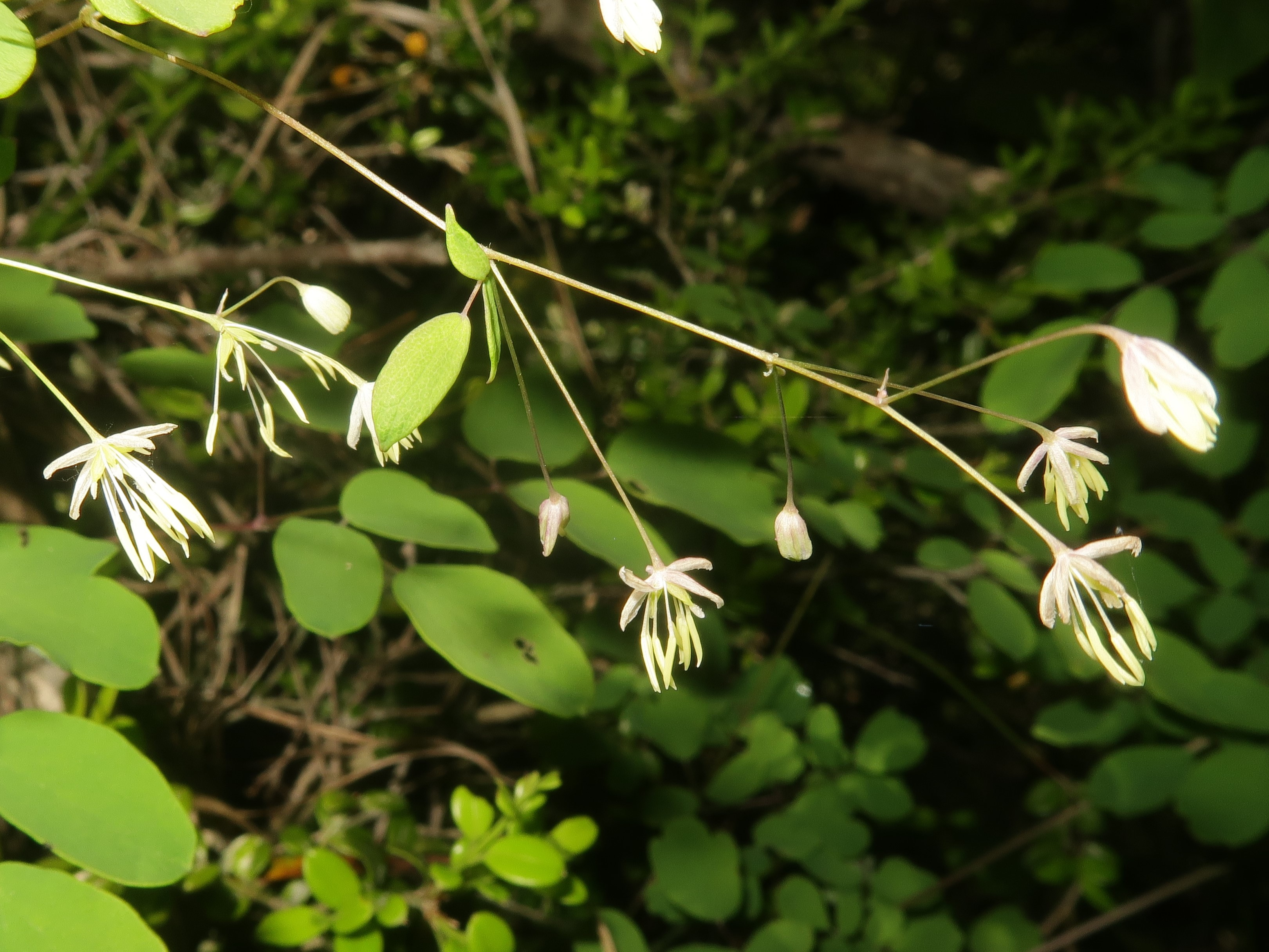
萼片は4個あり、花時にも宿存し、楕円形で淡紫褐色になる。花弁はない。雄蕊は10-12個あり、葯は黄色、花糸は糸状で白色になる。
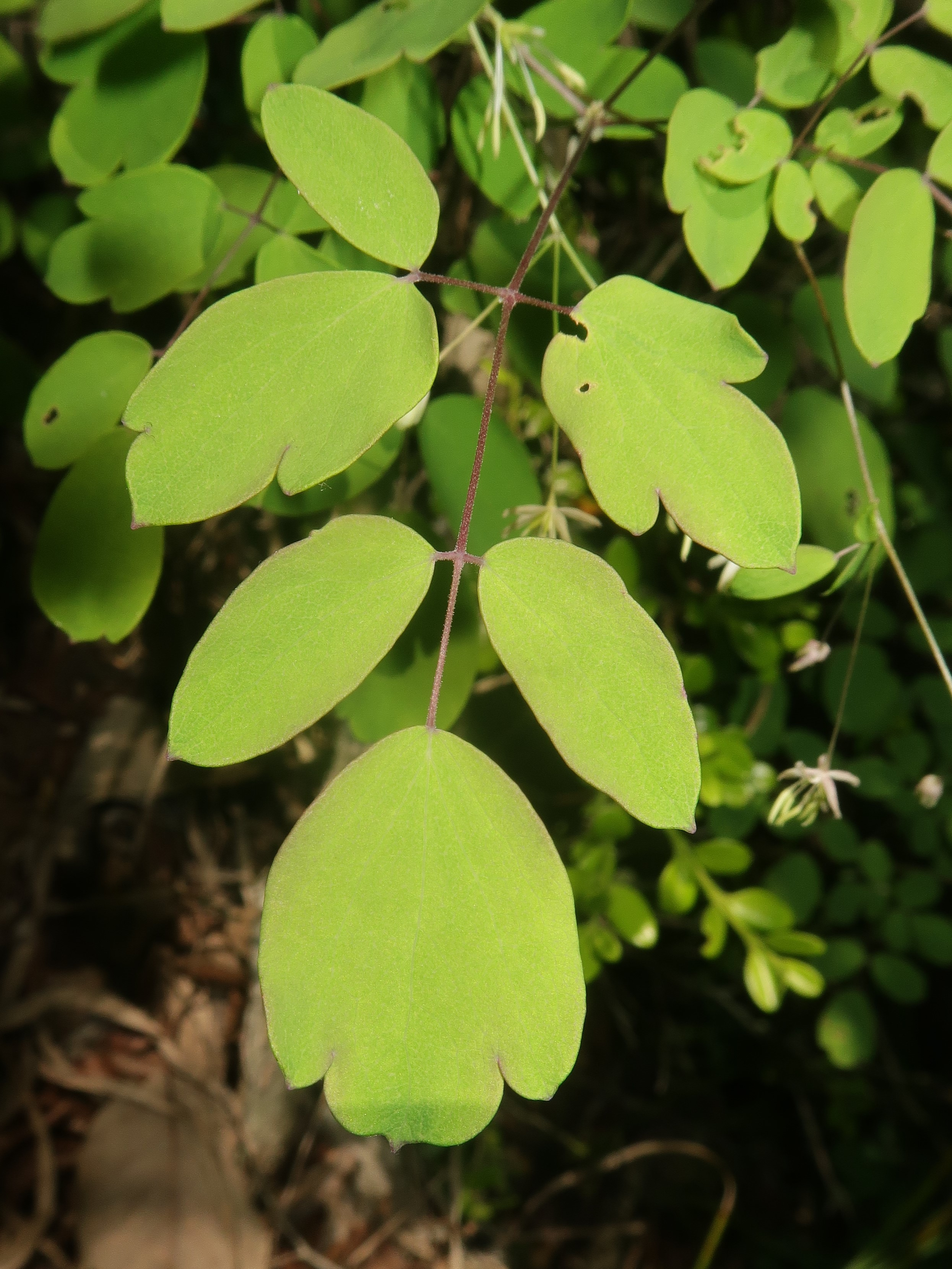
小葉の表面は灰緑色、小葉柄にも腺毛が密生する。小葉は広倒卵形から倒卵形、または狭倒卵形になり、先端は浅く3裂するか、3歯がある。
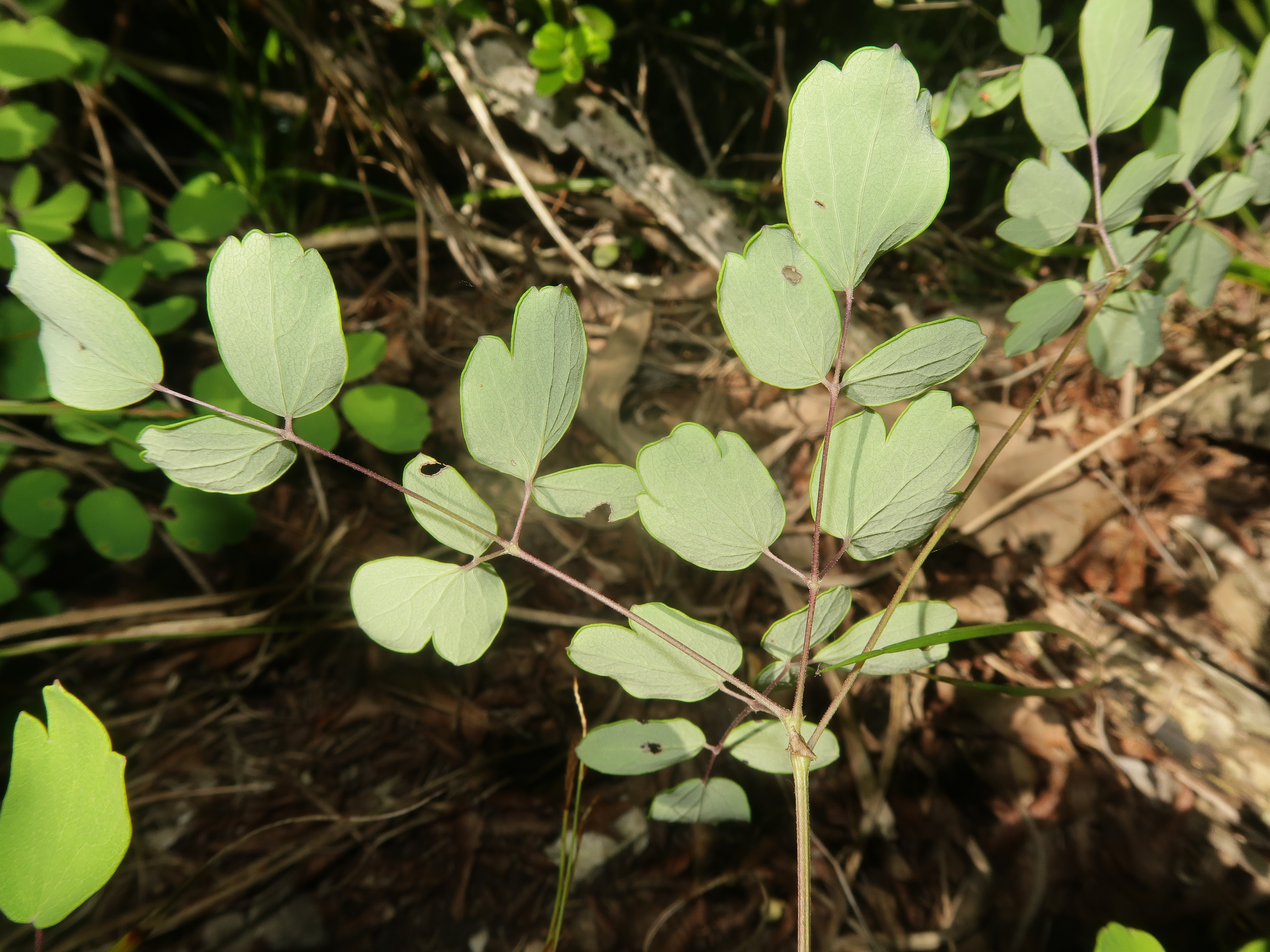
小葉の裏面は淡青緑色になり、裏面の葉脈が隆起する。小葉柄の基部に小托葉がある。
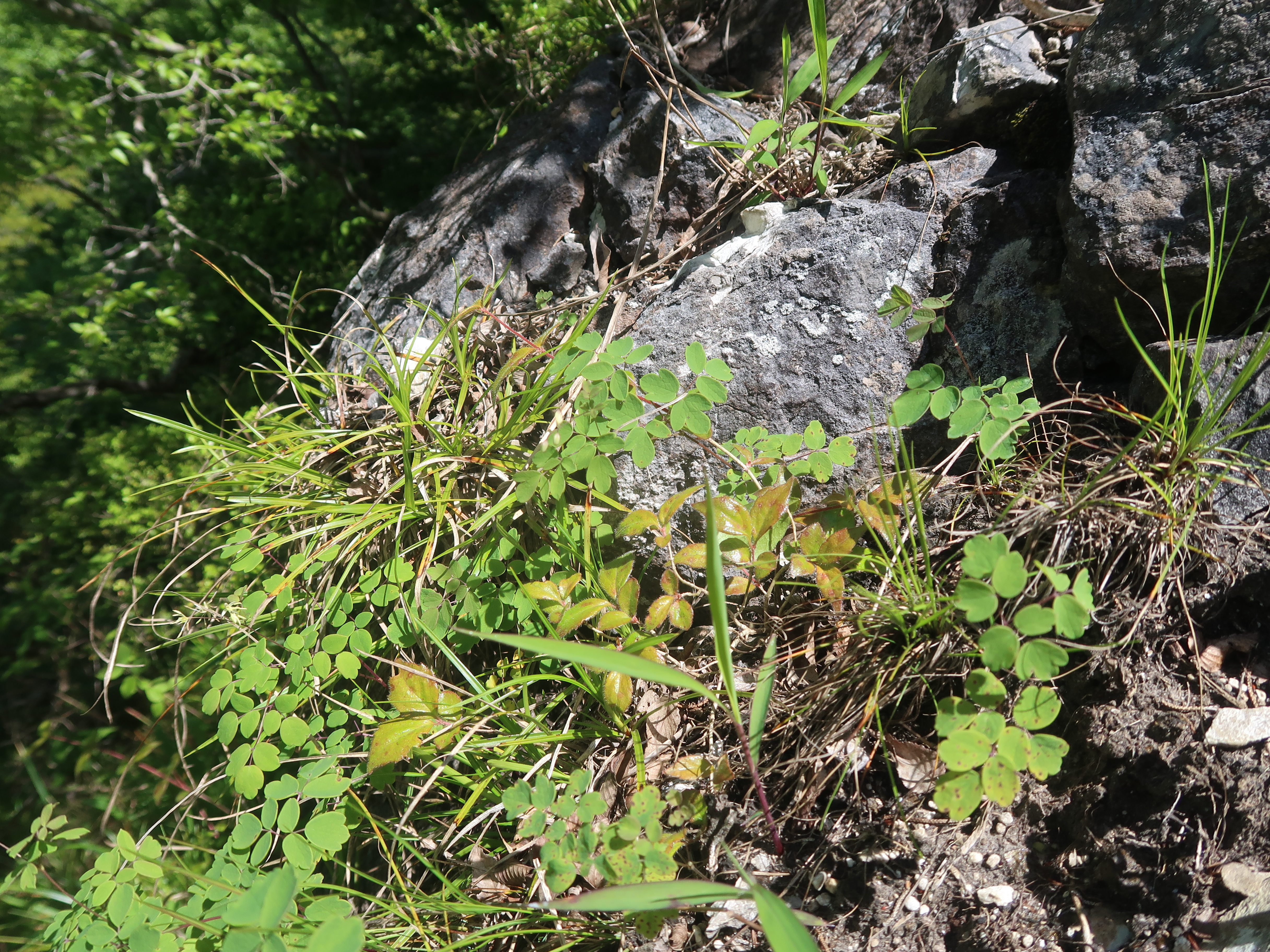
石灰岩地に生育する。

## 分類
この植物が帝釈峡に存在することは以前から知られていた。「広島県植物誌 (1997)」および「改訂・広島県の絶滅のおそれのある野生生物－レッドデータブックひろしま2003 (2004)」では、ニオイカラマツ Thalictrum foetidum L. var. iwatense T.Shimizuとみなされていた。なお、日本産ニオイカラマツは、門田裕一 (2006) によってチャボカラマツ T. foetidum L. var. glabrescens Takeda に合一された。チャボカラマツは、小葉柄の基部に小托葉が無く、萼片は早落性、花糸は紫褐色で、小葉の裏面の葉脈が強く隆起する。一方、本種は、小葉柄の基部に小托葉があり、萼片は宿存性、花糸は白色で、小葉の裏面の葉脈が普通に隆起する。さらに、「広島県東城町植物誌 (2004)」では、イワカラマツ T. minus L. var. sekimotoanum (Honda) Kitam.（YList での標準名、T. sekimotoanum Honda）とされた。イワカラマツは、植物体の高さは50-80cmになり、植物体全体に腺毛が密生して粘着し、花は直立して咲き、果柄が長さ2-10mmになる。一方、本種は、植物体の高さは30-40cmになり、植物体全体に腺毛が密生するが少し粘り、花は下垂して咲き、果柄は無い。